# St Aloysius' College, Glasgow
St. Aloysius' College es un establecimiento educacional católico dirigido por la Compañía de Jesús en Glasgow, Escocia (Reino Unido). Su nombre rinde homenaje al santo jesuita Luis Gonzaga.

## Historia
Fue fundado el 12 de septiembre de 1859 en el área oriental de Glasgow, donde vivía la mayoría de los católicos escoceses, venidos de Irlanda y de las Tierras Altas de Escocia, comunidad para cuyo servicio nació el colegio. Desde 1866 se mudó a Garnethill, al norte del centro de Glasgow, justo al lado de la Glasgow School of Art.
En 2011 se incrementó notablemente el número de edificios y el tamaño del campus al adquirir el Convento de la Misericordia y su terreno.

## Uniforme
El uniforme escolar consiste en blazer verde con pantalones grises para los hombres y faldas grises para las mujeres. Todo ello con corbata, camisa blanca, jersey gris y zapatos negros. Los capitanes de los equipos tienen una corbata especial. Los alumnos que destaquen y sean premiados por algún motivo, pueden añadir un bordado dorado en sus blazers. Para los que tengan expedientes académicos excepcionalmente buenos se permite un bordado rojo en el bolsillo de pecho del blazer.

## Casas
Las cuatro casas existentes compiten entre sí en rugby, hockey, atletismo, debate y quiz.
- Casas y colores distintivos de cada casa:
  - Edmundo Campion, color azul
  - Ignacio de Loyola, color rojo
  - Juan Ogilvie, color verde
  - Francisco Javier, color oro